# Pachón navarro
Pachón navarro är en hundras från Spanien. Rasen är en rekonstruktion av den klassiska spanska stående fågelhunden. Den har en jaktstil där den arbetar mycket nära jägaren, som i tandem. Rasen är inte erkänd av Fédération Cynologique Internationale (FCI), men är nationellt erkänd av den spanska kennelklubben Real Sociedad Canina en España (RSCE).